# Небыков
Небыков - хутор в Котельниковском районе Волгоградской области России. Входит в Чилековское сельское поселение.
Население - 133 (2010)

## История
Дата основания не установлена. Впервые хутор отмечен на карте Российской империи 1812 года. Хутор относился к юрту станицы Потёмкинской Второго Донского округа области Войска Донского. В 1873 году в хуторе имелось 55 дворов, проживало 192 душ мужского и 200 женского пола.
Согласно данным первой Всероссийской переписи населения 1897 года в хуторе проживало 214 душ мужского и 248 женского пола. К 1915 году население хутора сократилось. Согласно алфавитному списку населенных мест Области войска Донского 1915 года в хуторе имелось 58 дворов, проживало 200 душ мужского и 194 женского пола, имелись хуторское правление, школа
В 1920 году, как и другие населённые пункты Второго Донского округа, включён в состав Царицынской губернии. В 1928 году включён в состав Котельниковского района Нижне-Волжского края (с 1934 года - Сталинградского края, с 1936 года - Сталинградской области). По состоянию на 1934 год являлся центром Небыковского сельсовета. Решением Сталинградского  облисполкома от 25 февраля 1960 года № 4/96 §28 Небыковский сельский совет был упразднен , территория в границах земель колхоза «Путь к коммунизму» и хутор Небыков были переданы в административное подчинение Пимено-Чернянского сельсовета. Впоследствии передан в состав Чилековского сельсовета.

## География
Хутор расположен на северо-востоке Котельниковского района в пределах западной покатости Ергенинской возвышенности, относящейся к Восточно-Европейской равнине, по правой стороне балки Караичева (правый приток реки Аксай Курмоярский) на высоте около 120 метров над уровнем моря. Рельеф местности холмисто-равнинный, развита овражно-балочная сеть. Почвы комплексные: распространены солонцы (автоморфные) и каштановые солонцеватые и солончаковые почвы.
По автомобильным дорогам расстояние до областного центра города Волгограда (до центра города) составляет 170 км, до районного центра города Котельниково - 46 км, до административного центра сельского поселения посёлка Равнинный - 8,8 км.
Часовой пояс
Небыков, как и вся Волгоградская область, находится в часовой зоне МСК (московское время). Смещение применяемого времени относительно UTC составляет +3:00.

## Население
Динамика численности населения
| 1873 | 1897 | 1915 | 2002 |
| ---- | ---- | ---- | ---- |
| 392  | 462  | 394  | 163  |

| 2010 |
| ---- |
| 133  |